# Calosota flavostylus
Calosota flavostylus är en stekelart som beskrevs av Karl-Johan Hedqvist 1970. Calosota flavostylus ingår i släktet Calosota och familjen hoppglanssteklar. Inga underarter finns listade.